# Tino Bussalb
TINO (bürgerlich Tino Bussalb; * 1962 in Augsburg) ist ein deutscher Schriftsteller und Illustrator. 
Er wuchs in Ettlingen auf, wo er auch heute noch mit seiner Frau und seinem Sohn wohnt. Er absolvierte eine Ausbildung zum Frühpädagogen und studierte Sozialpädagogik.
TINO absolvierte bislang über 6000 Lesungen im gesamten deutschsprachigen Raum.
TINO veröffentlichte unter verschiedenen Pseudonymen zahlreiche Kinder- und Jugendbücher sowie Reportagen, Features und Hörspiele. Seine Kinderbücher wurden bis jetzt in neun Sprachen übersetzt. Auch für andere Autoren wie Michael Ende war er als Illustrator tätig und schrieb Geschichten für die KiKa-Figur Siebenstein. Im Bezirk Baden-Württemberg des Verbandes deutscher Schriftsteller (VS) in ver.di ist er Beisitzer im Landesvorstand.

## Schriften
- Mein Freund der Delfin (Ravensburger Verlag)
- Meine beste Freundin (Ravensburger Verlag)
- Johanna und der Zauberkoffer (Hurra Helden Verlag)
- Die geheimnisvolle Insel (Ravensburger Verlag)
- Der Elefant im Klassenzimmer (Allitera)
- Stern über Indien (Horlemann Verlag)
- Stern über Afrika (Horlemann Verlag)
- Die geheimnisvolle Zauberfeder
- Feuerwehrgeschichten
- Das Krokodil mit den Turnschuhen
- Mein Freund, der Delfin. Materialien zur Unterrichtspraxis
- Rabenstarke Zaubergeschichten
- Rudi experimentiert mit Wasser, Erde und Luft.
- Die Hexe in der Badewanne
- Die Schokoladenbande und die Zeitmaschine
- Anna und der Fernsehbär
- Das Gespenst auf dem Skateboard
- Der Pirat im Schlafanzug
- Hier kommt Pfefferminz
- Ich bin ein Riese
- Die schönsten Leseraben-Ostergeschichten (Ravensburger Verlag)
- Seeräubergeschichten (Ravensburger Verlag)
- Wikingergeschichten (Ravensburger Verlag)
- Der Schatz des Römers

## Auszeichnungen
- 2002: Paderborner Hase